# جان پیکرینک
جان پیکرینک (انگلیسی: John Pickering; ۲۲ سپتامبر ۱۷۳۷ – ۱۱ آوریل ۱۸۰۵) وکیل، و قاضی اهل ایالات متحده آمریکا بود.او قاضی دادگاه بخش از ایالت نیوهمشایر بود که در تاریخ ۱۲ مارس ۱۸۰۴ توسط سنا استیضاح و برکنار شد.پیکرینگ در سال ۱۷۶۱ از دانشگاه هاروارد فارغ التحصیل شد و حقوق خواند. او از سال ۱۷۸۳ تا ۱۷۸۷ عضو مجلس نمایندگان نیوهمپشایر بود.او یکی از اعضای کنوانسیون نیوهمپشایر برای تصویب قانون اساسی ایالات متحده در سال ۱۷۸۸ بود.او تا سال ۱۷۹۰ عضو مجلس سنای نیوهمپشایر و عضو شورای اجرایی نیوهمپشایر بود.او رئیس جمهور نیوهمپشایر (فرماندار فعلی نیوهمپشایر) در سال ۱۷۹۰ بود. او از سال ۱۷۹۰تا ۱۷۹۵ رئیس دادگاه عالی نیوهمپشایر بود.پیکرینگ توسط  جورج واشنگتن در ۱۰ فوریه ۱۷۹۵، برای یک کرسی در دادگاه منطقه ای ایالات متحده برای ناحیه نیوهمپشایر که بعد از قاضی جان سالیوان خالی مانده بود، نامزد شد. او در ۱۱ فوریه ۱۷۹۵ توسط سنای ایالات متحده تایید شد.

## استیضاح
در سال۱۸۰۰ میلادی علایم زوال روانی وی مشهود شده بود به نحوی که در ۲۵ آوریل ۱۸۰۱ کارکنان دادگاه نامه ای به قضات دادگاه منطقه ای ایالات متحده  نوشتند و از آنها درخواست کردند که یک جایگزین موقت برای او بفرستند.در ۳ فوریه ۱۸۰۳، پرزیدنت توماس جفرسون شواهدی را علیه پیکرینگ به مجلس نمایندگان ایالات متحده فرستاد و او را متهم به صدور احکام غیرقانونی و داشتن شخصیت  اخلاقی بد به دلیل مستی در هنگام حضور در دادگاه کرد.مجلس نمایندگان در ۲ مارس ۱۸۰۳ به استیضاح پیکرینگ به اتهام مستی و احکام غیرقانونی رأی داد.سنای ایالات متحده پیکرینگ را به صورت غیابی محاکمه کرد و در تمام اتهامات وی را محکوم نمود

## مرگ
پیکرینگ در ۱۱ آوریل ۱۸۰۵ میلادی در پورتسموث درگذشت. او در گورستان قدیمی شمالی در پورتسموث به خاک سپرده شد.

## عضویت
پیکرینگ در سال ۱۷۹۱ به عنوان عضو آکادمی هنر و علوم آمریکا انتخاب شد.